# Monika Luft
Monika Luft z domu Szatyńska (ur. 6 maja 1964 w Warszawie) – polska dziennikarka, prezenterka telewizyjna, publicystka i pisarka.

## Życiorys
Ukończyła VI Liceum Ogólnokształcące im. Tadeusza Reytana w Warszawie (1982), iberystykę na Uniwersytecie Warszawskim oraz studia podyplomowe w zakresie historii służb specjalnych w Akademii Sztuki Wojennej.
Karierę telewizyjną rozpoczęła jako dziennikarka hiszpańskiej telewizji publicznej TVE, choć już wcześniej zagrała epizodyczną rolę w serialu Noce i dnie w reżyserii Jerzego Antczaka. Później rozpoczęła pracę w Telewizji Polskiej jako prezenterka oprawy TVP1. Prowadziła  m.in. Kawę czy herbatę?. Po odejściu z TVP Monika Luft związała się z należącą do koncernu Fincast telewizją Tele 5. Tam prowadziła głównie wywiady z gwiazdami estrady i filmu. Wkrótce zrezygnowała z pracy w telewizji i zajęła się pisaniem książek. Zadebiutowała w 2004 Śmiechem iguany (Wyd. Arte), następną jej książką był System argentyński (Świat Książki 2006). W 2005 prowadziła organizowany przez Polsat festiwal TOPtrendy.
W maju 2006 została redaktorką naczelną miesięcznika „Sukces”, jednak już po czterech miesiącach odeszła z wydawnictwa. Współpracowała z Teatrem Polskiego Radia (Scena Faktu) jako autorka słuchowisk (2008). Od 2006 do lutego 2020 była redaktorką naczelną portalu miłośników i hodowców koni arabskich polskiearaby.com. Od 18 marca 2020 do 3 września 2020 była rzeczniczką prasową Ministerstwa Spraw Zagranicznych.
W 2021 opublikowała książkę Arabska awantura. Od Emira Rzewuskiego do Krzysztofa Jurgiela, poświęconą hodowli koni arabskich w Polsce od początków XIX wieku do współczesności, a w 2023 książkę Pejzaż z przemytnikiem. Jak wywożono z PRL dzieła sztuki i antyki.

## Życie prywatne
Żona Krzysztofa Dużyńskiego. Jej pierwszym mężem był Krzysztof Luft, z którym ma syna Filipa.

## Filmografia
- 1973 – Nie będę cię kochać (jako Agata)
- 1977 – 12 odcinek serialu telewizyjnego Noce i dnie (jako Emilka, córka Barbary i Bogumiła Niechciców)[7]
- 1989 – Kapitał, czyli jak zrobić pieniądze w Polsce (jako Aniutka)